# Ghewond
Ghewond (armenisch Ղևոնդ Ghévond, auch Łewond Vardapet oder Zhīfūnd), genannt Wardapet (Վարդապետ, «Doktor»), Patmutjan (Պատմության), oder Erez (երեց Yerets, «Priester») (* um 730; † um 790) war ein armenischer Historiker  des 8. Jahrhunderts. Er ist bekannt als Autor einer Histoire de Ghévond, die weitgehend die einzige Quelle über Armenien im Zeitalter der arabischen Eroberung ist.

## Leben
Ghewond wurde um 730 im Dorf Goght'n geboren. Seine Ausbildung erhielt er am Seminar von Dwin. Er war ein Kleriker und möglicherweise auch Wardapet (Doktor). Er begab sich nach Konstantinopel, um dort seine Recherchen durchzuführen und starb um 790.

## Œuvre
Ghewond ist Redakteur einer Geschichte von Ghewond (Geschichte der Kriege und der Arabischen Eroberungen in Armenien frz.: Histoire des guerres et des conquêtes des Arabes en Arménie), in welcher er die Eroberung von Armenien durch die Araber berichtet, beginnend mit dem Tod von Mohammed 632. Ursprünglich endete das Werk mit der Inthronisation von Katholikos Stépanos Dvnetsi (Ստեփանոս Ա Դվնեցի) 788. Die Geschichte war ein Auftragswerk im Auftrag von Sapouh Bagratouni, dem Sohn von Sparapet Sembat VII. Bagratuni, und seine Hauptquelle ist das Werk von Sebeos. Nach den Angaben von Stepanos Orbeljan (Ստեպանոս Օրբելյան) im 13. Jahrhundert ist das Werk heute unvollständig.
Überlieferte Fassungen beinhalten einen Brief, der vorgeblich vom byzantinischen Kaiser Leo III. Isaurian (reg. 717–741) an den Umayyaden-Kalifen Umar II. (reg. 717–720) gerichtet wurde. Darin wird eine Apologie des christlichen Glaubens entfaltet. Diese Version ist allerdings eine spätere armenische Komposition.